# نقص تنسج الميناء
نقص تنسج الميناء أو نقص تكون الميناء أو نقص تصنع الميناء (بالإنجليزية: Enamel hypoplasia)‏ هو خلل في الأسنان، ويحدث بصورة تكون ميناء أسنان صلب ولكن يكون بطبقة رفيعة وقليل في كميته، وذلك بسبب خلل في تكون هيكل الميناء. عادة تتضمن الحالة وجود أجزاء من الأسنان بها وهاد (pits). في بعض الحالات، يوجد ثقب في تاج السن الطبيعي، في الحالات الحرجة، لا يوجد ميناء للسن، فيكون العاج معرضًا للخارج.

## الأسباب
يمكن أن يكون السبب أي من العوامل التالية:
- عوامل التغذية.[4]
- بعض الأمراض (مثل أمراض البطن الغير مشخصة والتي لم يتم علاجها،[5][6][7] وجدري الماء)
- نقص الكالسيوم في الدم.[4]
- ابتلاع الفلوريد (تسمم الأسنان بالفلور).[4]
- اصابات الولادة.[4]
- الولادة المبكرة.[4]
- العدوى.[4]
- رضح من الأسنان اللبنية.[4]

## نقص تنسج تيرنر
نقص تنسج تيرنر (Turner's hypoplasia) هو تغير في طبيعة الأسنان. يكون مظهرها متغير، على الرغم من أنه يظهر عادة كجزء مفقود أو ناقص من ميناء الأسنان الدائمة. على عكس التشوهات الأخرى التي تؤثر على عدد كبير من الأسنان، نقص تنسج تيرنر عادة ما يؤثر على سن واحد فقط في الفم، ويشار إليها باسم سن تيرنر.

## النتيجة
إذا وجد نقص تنسج تيرنر على الناب أو الضاحك، فإن السبب الأكثر احتمالًا هو عدوى كانت موجودة عندما كان الأسنان اللبنية لا تزال موجودة في الفم. على الأرجح، كانت الأسنان اللبنية قد حدث لها تسوس بشكل كبير و التهبت منطقة من الأنسجة حول جذور الأسنان (وتسمى التهاب ما حول القمة)، مما يؤثر على تكون الأسنان الدائمة. الأسنان الأكثر عرضة لهذا التأثر هي الأنياب. ظهور تغير غير طبيعي يعتمد على شدة وطول فترة العدوى.
إذا تم العثور على نقص تنسج تيرنر في المنطقة الأمامية من الفم، فإن السبب الأكثر احتمالًا هو الإصابة الرضحية للأسنان اللبنية. الأسنان المصابة، والتي عادة ما تكون القاطع المركزي في الفك العلوي. يتم دفعه إلى السن النامية تحته، وبالتالي يؤثر على تشكيل المينا. بسبب موقع برعم الأسنان الدائمة وعلاقتها بالأسنان اللبنية، المنطقة الأكثر تأثرا على الأسنان الدائمة هي السطح الوجهي (الجانب أقرب إلى الشفتين أو الخد). قد يترافق ظهور لون أبيض أو أصفر مع نقص تنسج تيرنر.و قد يظهر نقص تنسج المينا أيضًا.
عادة ما يؤثر نقص تنسج تيرنر على مينا الأسنان إذا حدثت الرضح قبل السنة الثالثة من العمر. الإصابات التي تحدث بعد هذا الوقت هي أقل عرضة للتسبب في عيوب المينا حيث أن التكلس بالفعل قد حدث.
ويرتبط نفس النوع من الإصابات أيضا مع تفتت الأسنان.